# Cochemiea angelensis
Cochemiea angelensis ist eine Pflanzenart aus der Gattung Cochemiea in der Familie der Kakteengewächse (Cactaceae). Das Artepitheton angelensis verweist auf das Vorkommen der Art auf Isla Ángel de la Guarda.

## Beschreibung
Cochemiea angelensis wächst meist einzeln manchmal auch Gruppen bildend. Die einzelnen Pflanzenkörper sind kugelig bis kurz zylindrisch. Sie werden bis zu 15 Zentimeter hoch und etwa 6 Zentimeter im Durchmesser groß. Die dunkel blau-grünen Warzen sind konisch geformt. Die Axillen sind dicht wollig und mit weißen bis zu 1 Zentimeter langen Borsten besetzt. Die 3 bis 4 Mitteldornen sind gerade, purpurbraun mit heller Basis und bis zu 1,5 Zentimeter lang; der Unterste ist oft länger und gehakt. Die 16 bis 20 Randdornen sind ebenfalls steif, glattweiß und werden 0,5 bis 1 Zentimeter lang.
Die Blüten sind weiß bis dunkler und haben einen rosa Mittelstreifen. Sie werden bis zu 2 Zentimeter lang und 3 Zentimeter im Durchmesser groß. Die Früchte sind rot. Sie enthalten schwarze Samen.

## Verbreitung und Systematik
Cochemiea angelensis ist im mexikanischen Bundesstaat Baja California in der Bucht Bahía de los Ángeles sowie auf den gegenüberliegenden Inseln Isla la Ventana und Isla Ángel de la Guarda verbreitet.
Die Erstbeschreibung als Mammillaria angelensis erfolgte 1945 durch Robert T. Craig. Peter B. Breslin und Lucas C. Majure stellten die Art 2021 in die Gattung Cochemiea. Weitere nomenklatorische Synonyme sind Ebnerella angelensis (R.T.Craig) Buxb. (1951), Chilita angelensis (R.T.Craig) Buxb. (1954), Mammillaria dioica f. angelensis (R.T.Craig) Neutel. (1986), Mammillaria dioica subsp. angelensis (R.T.Craig) D.R.Hunt (1998) und Cochemiea dioica subsp. angelensis (R.T.Craig) Doweld (2000).

## Nachweise